# Eocenometra
Eocenometra is een geslacht van wantsen uit de familie van de waterlopers (Hydrometridae). Het geslacht werd voor het eerst wetenschappelijk beschreven door Andersen in 1982.

## Soorten
Het genus bevat de volgende soort:

- Eocenometra danica Andersen, 1982